# Guttmann-Fluch

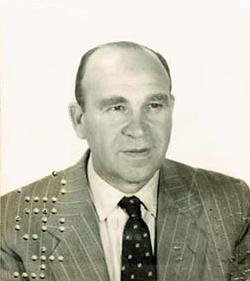
Béla Guttmann (1953)

Als Guttmann-Fluch wird ein verbürgter Ausspruch des ehemaligen Fußballtrainers von Benfica Lissabon, Béla Guttmann, beschrieben. Dieser prophezeite dem Verein 1962 nach seinem nicht einvernehmlichen Abgang, „in Europa 100 Jahre keine Titel mehr zu gewinnen“. Zuvor hatte Guttmann Benfica sensationell zwei Mal zum Gewinn des Europapokals der Landesmeister geführt und dadurch erstmals die seit Beginn des Wettbewerbs anhaltende Siegesserie von Real Madrid beendet. Seitdem verlor Benfica alle in internationalen Vereinsfußballwettbewerben erreichten Finalspiele. Der Begriff ist seit einigen Jahren international verbreitet.

## Hintergrund
Unmittelbar nach dem Finale am 2. Mai 1962 und dem Sieg gegen Real Madrid (5:3) im Europapokal der Landesmeister suchte Guttmann als Trainer des Siegerteams die Vereinsoberen von Benfica in der Ehrenloge des Amsterdamer Olympiastadions auf. Guttmann sollen dort eine Gehaltserhöhung oder bereits zugesagte Prämien durch die Verantwortlichen verwehrt worden sein, wonach er den Ausspruch tätigte. Tatsächlich gelang Benfica seitdem kein europäischer Titel mehr – man konnte zwar weitere fünf Endspiele des Europapokals der Landesmeister (1963, 1965, 1968, 1988, 1990), ein UEFA-Pokal-Finale (1983) sowie zweimal das Finale der UEFA Europa League (2013, 2014) erreichen, musste sich jedoch stets dem jeweiligen Gegner geschlagen geben.
Am Vorabend des Landesmeister-Finales 1990 besuchte sogar Vereinsikone Eusébio, Star der Europapokalsiegermannschaften von 1961 und 1962, das Grab Guttmanns im neuen jüdischen Friedhof auf dem Wiener Zentralfriedhof und bat seinen ehemaligen Trainer, den Fluch zurückzunehmen – vergeblich, dem AC Mailand gelang die Titelverteidigung.
Auch die Aufstellung einer Bronzestatue im heimischen Estádio da Luz im Februar 2014 konnte den Fluch nicht überwinden. Sie zeigt den einstigen Erfolgstrainer in Lebensgröße mit den zwei gewonnenen Europapokalen im Arm. Kurz darauf verlor Benfica sein bisher jüngstes Europapokalendspiel, diesmal in der Europa League gegen den FC Sevilla.
Inzwischen hat Benfica acht Europapokalfinale in Folge verloren. Nur Juventus Turin hat mit aktuell zehn verlorenen Endspielen noch häufiger verloren. Den Rekord von aufeinander folgenden Finalniederlagen ohne einen Triumph hält jedoch Benfica. Hier nimmt Juventus mit fünf Niederlagen in Folge den zweiten Platz ein.
Mit dem Sieg im Finale der UEFA Youth League 2021/22 am 25. April 2022 in Nyon wurde nach zuvor drei verlorenen Endspielen (2013/14, 2016/17, 2019/20) der Fluch auf Juniorenebene gebrochen.

## Finalniederlagen seit dem Fluch
- Europapokal der Landesmeister 1963
- Europapokal der Landesmeister 1965
- Europapokal der Landesmeister 1968
- UEFA-Pokal 1983
- Europapokal der Landesmeister 1988
- Europapokal der Landesmeister 1990
- UEFA Europa League 2013
- UEFA Europa League 2014